# Primer combate aéreo en Sudamérica
El primer combate aéreo en Sudamérica se realizó en Paraguay, durante la Revolución de 1922, donde el Partido Liberal se debatía en dos alas en permanente insurrección: por una parte los saco mbyky (partidarios del expresidente Eduardo Schaerer), y por otra, los saco puku (adheridos a las facciones liberales de Manuel Gondra y José Patricio Guggiari).
Si bien los primeros combates aéreos en Sudamérica en una guerra internacional se dieron en septiembre de 1932, en la Guerra del Chaco, los combates aéreos aquí descritos fueron los primeros en ocurrir en suelo sudamericano

## Contexto
La revolución de 1922-1923 estalló cuando el presidente provisional Eusebio Ayala, vetó la ley Parlamentaria que abogaba por la constitución de un colegio electoral que designara al presidente y vicepresidente de la República. Dicho veto, provocaría la reacción militar de tres zonas militares amotinadas contra el gobierno del presidente provisional Eusebio Ayala. Dichas zonas eran la de Paraguarí, al mando del Coronel Adolfo Chirife, la de Encarnación, al mando del Coronel Pedro Mendoza y la de Concepción, bajo las órdenes del Teniente coronel Francisco Brizuela. Además, a estas zonas militares también se unirían los partidarios del expresidente de la República Eduardo Schaerer.
Casi inmediatamente, ambos bandos pensaron en la utilización de la aviación en acciones bélicas para tratar de imponerse a su adversario, teniendo en cuenta su exitoso uso en la Primera Guerra Mundial.

### Aviación
Francisco Cusmanich, un piloto paraguayo que residía en Buenos Aires, ofreció sus servicios al gobierno del presidente Ayala junto con el piloto inglés Sydney Stewart, que poseía un biplano Armstrong Whitworth F.K.8. La oferta de Cusmanich fue aceptada por el gobierno paraguayo, y el F.K.8 pasó a convertirse en el primer biplano en servicio del gobierno, que también contrató al aviador italiano Nicolás Bó (veterano de la Primera Guerra Mundial), que residía en Argentina. Bó trajo un Ansaldo SVA-5 a Paraguay, y también subcontrató a otros pilotos en Argentina, quienes trajeron un SPAD Herbemont S.20, dos SAML S.1, otro Ansaldo SVA-5 y un Ansaldo SVA-10. Todos estos aparatos se concentraron en la zona de Campo Grande (Luque), cerca de Asunción, donde se construyó un hangar y una edificación para oficinas administrativas. Además, el gobierno también contrató los servicios -entre otros- de Carlos De Paoli (ítalo-paraguayo, veterano de la Primera Guerra Mundial), Cosimo Damiano Rizzotto (que poseía un Breguet 14 A.2 y también era veterano de la Primera Guerra Mundial y As de la aviación italiana), y Patrick Hasset (veterano del Real Cuerpo Aéreo).
Por su parte, los revolucionarios también contrataron pilotos con sus respectivas aeronaves. Se tiene certeza que al menos unos cuatro Ansaldo S.V.A.5 y dos Ansaldo S.V.A.10 fueron utilizados por los revolucionarios.

## Combate aéreo
El 5 de noviembre de 1922, un S.V.A.5 revolucionario sobrevoló el campamento gubernamental de Salitre-cué a unos 2000 metros de altura, descendiendo luego para arrojar algunas bombas. Inmediatamente, un S.V.A.5 gubernamental, piloteado por el teniente Patrick Hassett, que se encontraba en dicha base, despegó para dar caza al aparato rebelde. Por algunos minutos, se dio el primer combate aéreo en suelo sudamericano. Hassett ametralló varias veces al avión rebelde, cuyo piloto decidió abandonar el combate, dirigiéndose rápidamente hacia la base rebelde en Cangó.
Al día siguiente, alrededor de las 8:30, se presentó otro S.V.A.5 rebelde sobre Salitre-cué, ametrallando a las tropas y arrojando bombas. Hassett volvió a despegar y ambos aparatos se trabaron en combate. El piloto rebelde se mostró mucho más decidido que su camarada del día anterior, ametrallando a Hassett, pero sin lograr derribarlo. Hassett, veterano del Real Cuerpo Aéreo en la Primera Guerra Mundial, realizó varias maniobras evasivas con su S.V.A, pudiendo colocarse en posición ventajosa detrás de su adversario, al cual ametralló hiriéndolo, por lo que éste tuvo que abandonar el combate. El S.V.A rebelde, con numerosos impactos de bala y con el piloto herido, tuvo que realizar un aterrizaje de emergencia en un bosque en las proximidades de Cangó, resultando seriamente dañado el aparato, que ya no volvió a volar.